# NGC 1316
NGC 1316 (také Fornax A) je obří eliptická nebo čočková interagující galaxie ve vzdálenosti 58 až 80
miliónů světelných roků od Země. Při pohledu ze Země je viditelná v souhvězdí Pece (Fornax) a je nejjasnějším členem kupy galaxií v Peci. Nachází se zde čtvrtý nejsilnější rádiový zdroj na obloze. Astronomové se domnívají, že galaxie v minulosti prodělala srážku s jinou, spirální galaxií. Galaxie byla objevena 2. září 1826 australským astronomem Jamesem Dunlopem.

## Popis

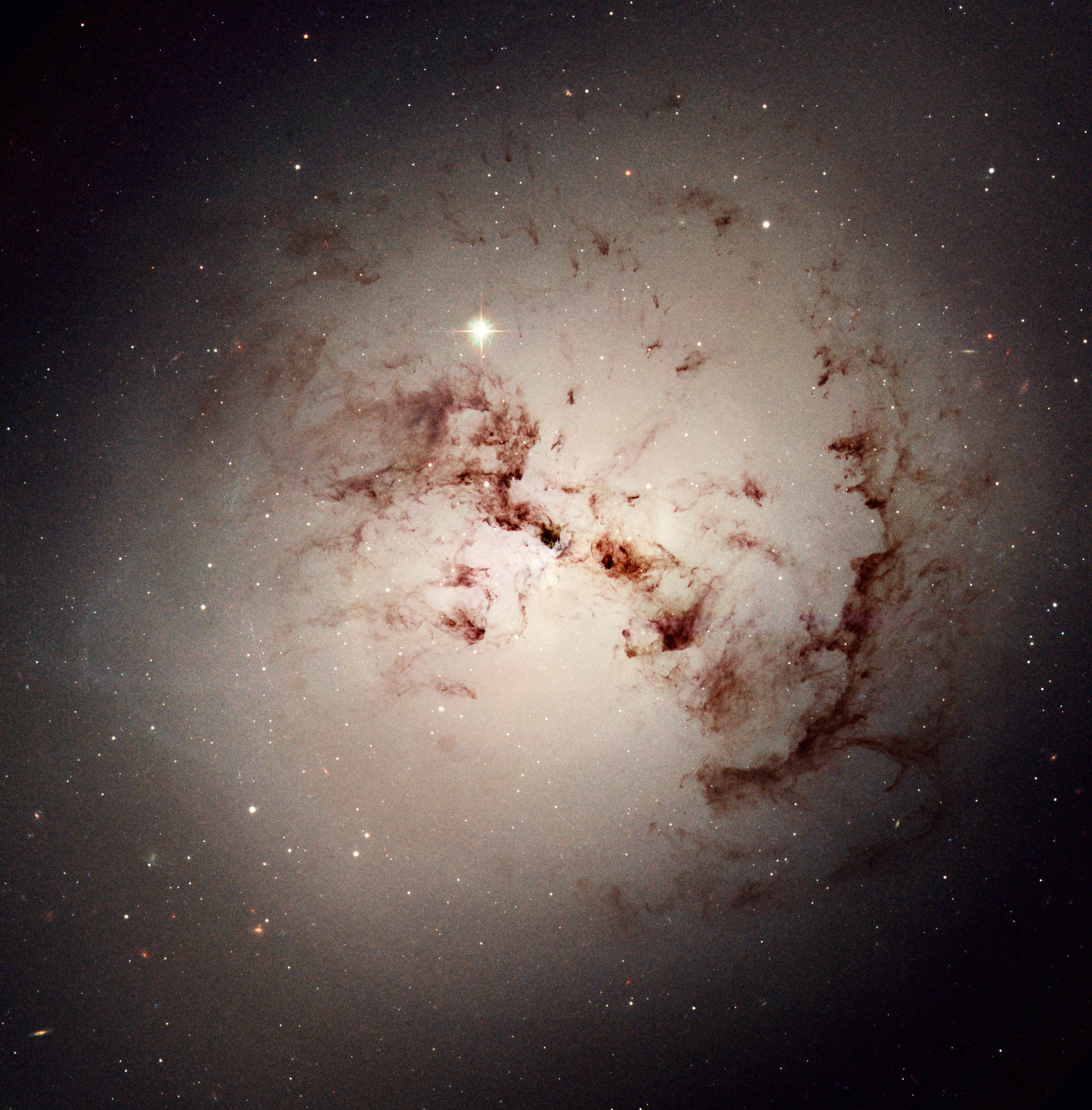
NGC 1316 na snímku z Hubbleova vesmírného dalekohledu (sever je vpravo)

Velikostí i tvarem připomíná běžnou eliptickou galaxii, ale vyskytují se u ní prachové pásy a disk, které se častěji nacházejí ve spirálních galaxiích. Tyto atributy by mohly být způsobeny interakcemi s další galaxií během poslední miliardy let. Je pravděpodobné, že vznikla sloučením několika menších galaxií. V souhvězdí Pece se nachází i její menší souputník NGC 1317 (malá spirální galaxie na severní straně).
Galaxie má nadměrný výskyt supernov, během 26 let zde došlo ke čtyřem případům této hvězdné exploze.
NGC 1316 je také silným radiovým zdrojem, jehož původcem by mohla být černá díra v centru galaxie. Padají do ní plynné zbytky pohlcené galaxie, které se zahřívají a září mimo jiné i v tomto oboru elektromagnetického spektra.